# Pseudojana roepkei
Pseudojana roepkei är en fjärilsart som beskrevs av Nieuwenhuis. 1948. Pseudojana roepkei ingår i släktet Pseudojana och familjen Eupterotidae. Inga underarter finns listade.